# Mienszewicy

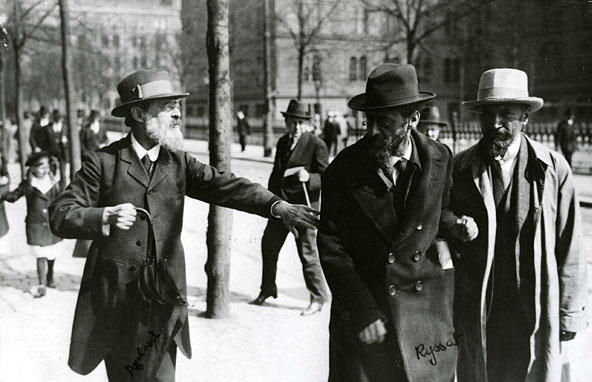
Przywódcy mienszewików: Paweł Akselrod, Julij Martow i Aleksandr Martynow w Sztokholmie w 1917 roku

Mienszewicy (ros. меньшевик, „będący w mniejszości”) – frakcja Socjaldemokratycznej Partii Robotniczej Rosji (SDPRR), powstała w 1903 na II Zjeździe Partii w Brukseli, sprzeciwiająca się rewolucyjnemu kierunkowi, w którym Włodzimierz Lenin zamierzał prowadzić rosyjską partię socjaldemokratyczną. Od 1917 odrębna partia polityczna, formalnie zakazana na terytorium Rosji Sowieckiej w roku 1921.

## Charakterystyka
Frakcja ta powstała w wyniku sporu między Włodzimierzem Leninem a Julijem Martowem wokół pierwszego artykułu statutu partii definiującego członkostwo w partii. Lenin chciał ograniczenia członkostwa do tych, którzy działają w jednej z partyjnych organizacji (tym samym wspierając centralizację i elitaryzację partii), zaś Martow pragnął przyjmować każdego, kto tylko uznaje program SDPRR i jest gotów podporządkować się jej przywództwu (wspierając powszechność i demokratyzację partii). Sprawę poddano pod głosowanie. Martow wygrał je, otrzymując 28 do 22 głosów. Jednak w trakcie dalszej debaty kilku delegatów wspierających Martowa opuściło zjazd, co dało większość zwolennikom Lenina. Lenin wykorzystał ten fakt w celach propagandowych i nazwał swoją frakcję bolszewikami, czyli większością. Oponentów popierających Martowa określił natomiast mienszewikami, czyli mniejszością. Niemniej jednak w kolejnych latach bolszewicy rzeczywiście stali się w partii większością i cieszyli się większym poparciem społecznym. Niektórzy członkowie partii próbowali zjednoczyć zwaśnione frakcje, co się nie udało.
Podczas rewolucji lutowej społeczne poparcie dla mienszewików wzrosło. Poparli Rząd Tymczasowy Rosji. Po rewolucji październikowej zachowali neutralność w wojnie domowej w Rosji, opowiadając się za koalicyjnym rządem partii socjalistycznych (eserowców i socjaldemokratów bolszewickich i mienszewickich) opartym na przygniatającej większości, uzyskanej przez te trzy partie w wolnych wyborach do Konstytuanty w listopadzie 1917 r. Po zakończeniu wojny domowej, administracyjnym wyeliminowaniu przez bolszewików ze związków zawodowych oraz rad delegatów i wreszcie formalnej delegalizacji przez bolszewików (1920) większość przywódców została zmuszona do emigracji. W Gruzji partia mienszewików (Noe Żordania, Noe Ramiszwili, Nikołaj Czcheidze, Grigol Uratadze i Raszden Arsenidze) przeprowadziła demokratyczne wybory i rządziła niepodległą, uznaną przez Rosję Sowiecką, Demokratyczną Republiką Gruzji do marca 1921 roku, czyli inwazji Armii Czerwonej, dowodzonej przez Sergo Ordżonikidze oraz Stalina i wprowadzenia w Gruzji siłą ustroju sowieckiego. Przywódcy Gruzji udali się na emigrację, kontynuując działalność rządu Demokratycznej Republiki Gruzji na uchodźstwie w Paryżu pod przewodnictwem Noe Żordanii.
W okresie NEP-u (do 1930) pozostali w ZSRR działacze mienszewiccy wchodzili w skład organów administracji gospodarczej państwa (Gospłan, Najwyższa Rada Gospodarki Narodowej (WSNCh)). W 1931 roku odbył się w Moskwie zainscenizowany przez Stalina i OGPU proces pokazowy mienszewików (opisany między innymi w „Archipelagu GUŁag” Aleksandra Sołżenicyna), preludium do procesów pokazowych okresu wielkiej czystki (1936–1939).

## Główni działacze
- Aleksandr Potriesow
- Fiodor Dan
- Gieorgij Cziczerin (czasowo)
- Gieorgij Plechanow
- Julij Martow
- Lew Trocki (czasowo)
- Pawieł Akselrod